# マルシュルートカ

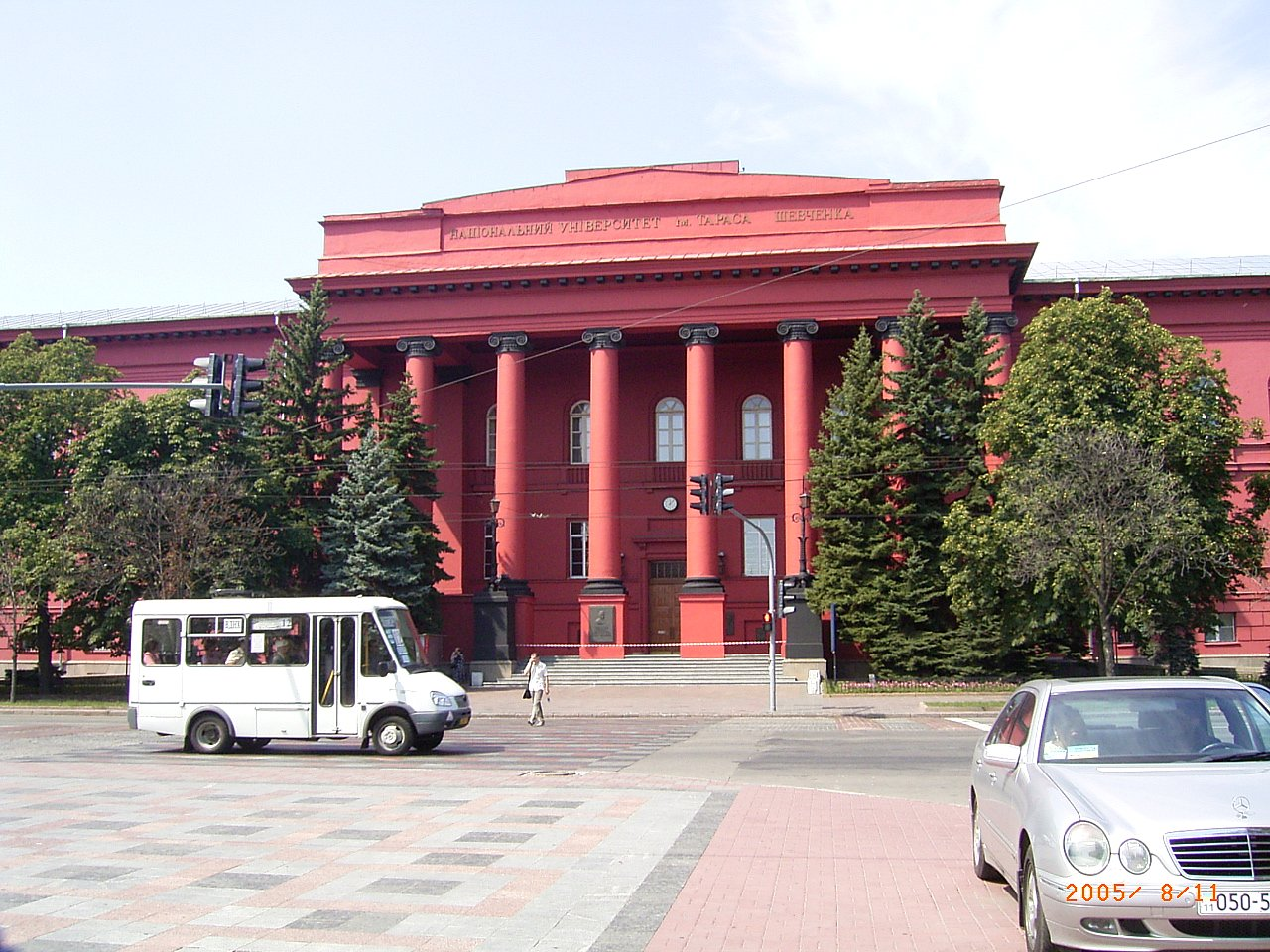
ウクライナ・キエフの国立キエフ大学前を走るマルシュルートカ

マルシュルートカ（ロシア語: маршрутка）は、ロシア、ウクライナ、バルト三国など、もとソ連圏諸国でよく見られる、乗合タクシーに似た小型の乗合バスである。ルートと値段があらかじめ決められており、公営の路線バスより高速で本数や路線数も多いが、料金が割高な場合が一般的である。1930年代にモスクワで始まり、戦時中の車両不足で途絶えたこともあるが、20世紀後半に全盛期を迎え、いまでも大都市で近郊電車やバスの連絡がない観光地への運搬に、広く使われている。
ロシア語名称は「マルシュルートノエ・タクシー」（маршрутное такси）から来ていて、「行程（があらかじめ決められた）タクシー」という意味である。ロシア語の「マルシュルート」（男性名詞：「行程」）、「マルシュルートノエ」（形容詞中性形）は、もともとフランス語の「マルシュルート」（marcheroute）から来たといわれていて、マルシュ（marche）は行進で、ルート（route）は行程である。

## マルシュルートカを扱った作品
- PCゲームソフト「Bus Driver Simulator」用DLC「Bus Driver Simulator - European Minibus」（KishMish Games、公式HP）

## 参照項目
- ロシアの交通
- ウクライナの交通
- コミュニティバス
- 乗合タクシー
- 小巴（もしくは「香港ミニバス」）
- ドルムシュ - トルコでの寄り合いミニバスの呼称。
- タクシー・ブルース